# Zantvoort
Lo Zantvoort era un vascello di terza classe da 64 cannoni in servizio nella marina olandese tra il 1708 e il 1720, quando venne venduto al regno di Spagna e demolito nel 1722 senza mai essere entrato in servizio.

## Storia
Ordinato nel 1708 per conto dell'Ammiragliato di Frisia, il vascello da 64 cannoni  Zantvoort fu impostato presso il cantiere navale di Hoorn.  Quando fu varata nel 1708 l'unità rimase incastrata con la chiglia sul fondale del porto provocando danni strutturali che richiesero l'utilizzo continuo delle pompe di sentina per mantenere a galla la nave. La nave doveva essere consegnata il 15 novembre di quell'anno, ma la cosa non avvenne. Nel 1717 alcuni mercanti si rivolsero al consiglio dell'Ammiragliato per chiedere se potevano acquistare una nave, e la Zantvoort era allora considerata una delle navi idonee alla vendita.  Nonostante i danni riportasti durante il varo, la Zantvoort prese parte successivamente ad una missione operativa nella zona del Mar Baltico. Nel 1718  tre navi da guerra, la Huis te Neck, la Wolfswinkel e la Zantvoort, al comando del contrammiraglio Jacob van Cooperen salparono dalla Frisia occidentale per proteggere gli interessi commerciali olandesi nell'area del Mar Baltico.  Inizialmente l'Ammiragliato si proponeva di armare 30 navi, ma a causa della mancanza di risorse nell'estate del 1718 partirono solo 12 navi da guerra. Nel 1720 la nave di linea fu venduta dall'Ammiragliato del Quartiere del Nord al re di Spagna, ma giudicata non idonea al servizio venne demolita nel 1722 nell'Europa meridionale.

### Annotazioni
1. ↑  Venne ordinata la costruzione di 5 navi, tra cui la fregata Huis te Warmelo.

### Fonti
1. ↑  Tree Decks.
2. 1 2 3 4 5 6 7  Fregathuistewarmelo.
3. ↑  Nationaal Archief, Archief Staten-Generaal, inv.nr. 5651, 28 oktober 1717.
4. ↑  De Navorsche 1856, p. 146.
5. ↑  Historisch Centrum Overijssel, Archief Staten van Overijssel, inv.nr. 5241, 19 juli 1718.
6. ↑  Noordhollandsdagblad.